# سنگ‌چشم بیشه براون
سنگ‌چشم بیشه براون (نام علمی: Laniarius brauni) نام یک گونه از سرده زنگ‌آواها است.